# Nick Saldiveri
Nicholas Saldiveri (Waxhaw, Carolina del Norte; 14 de agosto de 2000) más conocido como Nick Saldiveri, es un jugador profesional estadounidense de fútbol americano, se desempeña en la posición de offensive tackle en New Orleans Saints, en la National Football League (NFL).

## Carrera
Hizo su debut profesional con el equipo New Orleans Saints, lleva jugando una temporada, comenzó en el 2023.